# Rhantus notaticollis
Rhantus notaticollis är en skalbaggsart som först beskrevs av Aubé 1837.  Rhantus notaticollis ingår i släktet Rhantus och familjen dykare. Arten är reproducerande i Sverige. Inga underarter finns listade i Catalogue of Life.

## Bildgalleri

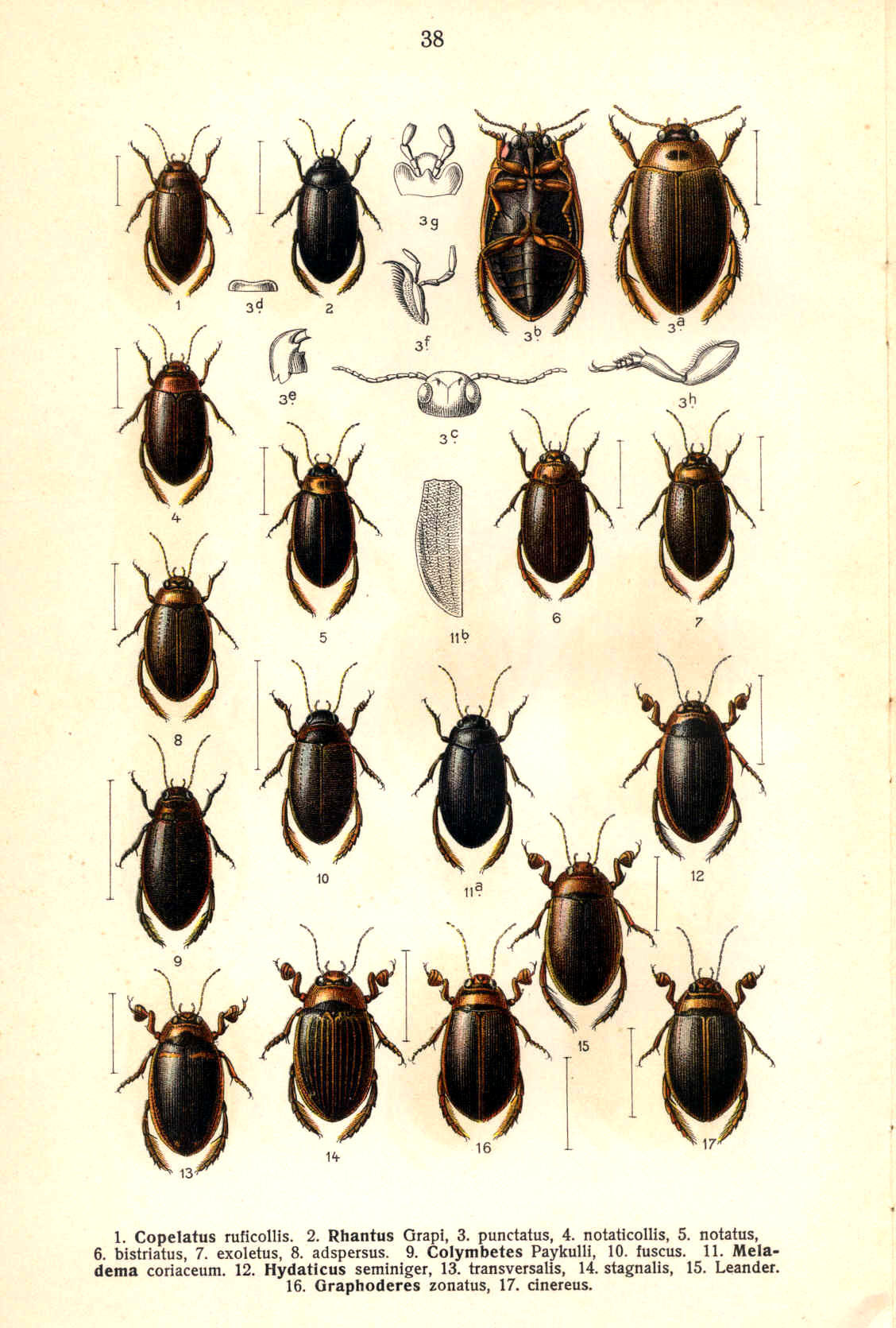
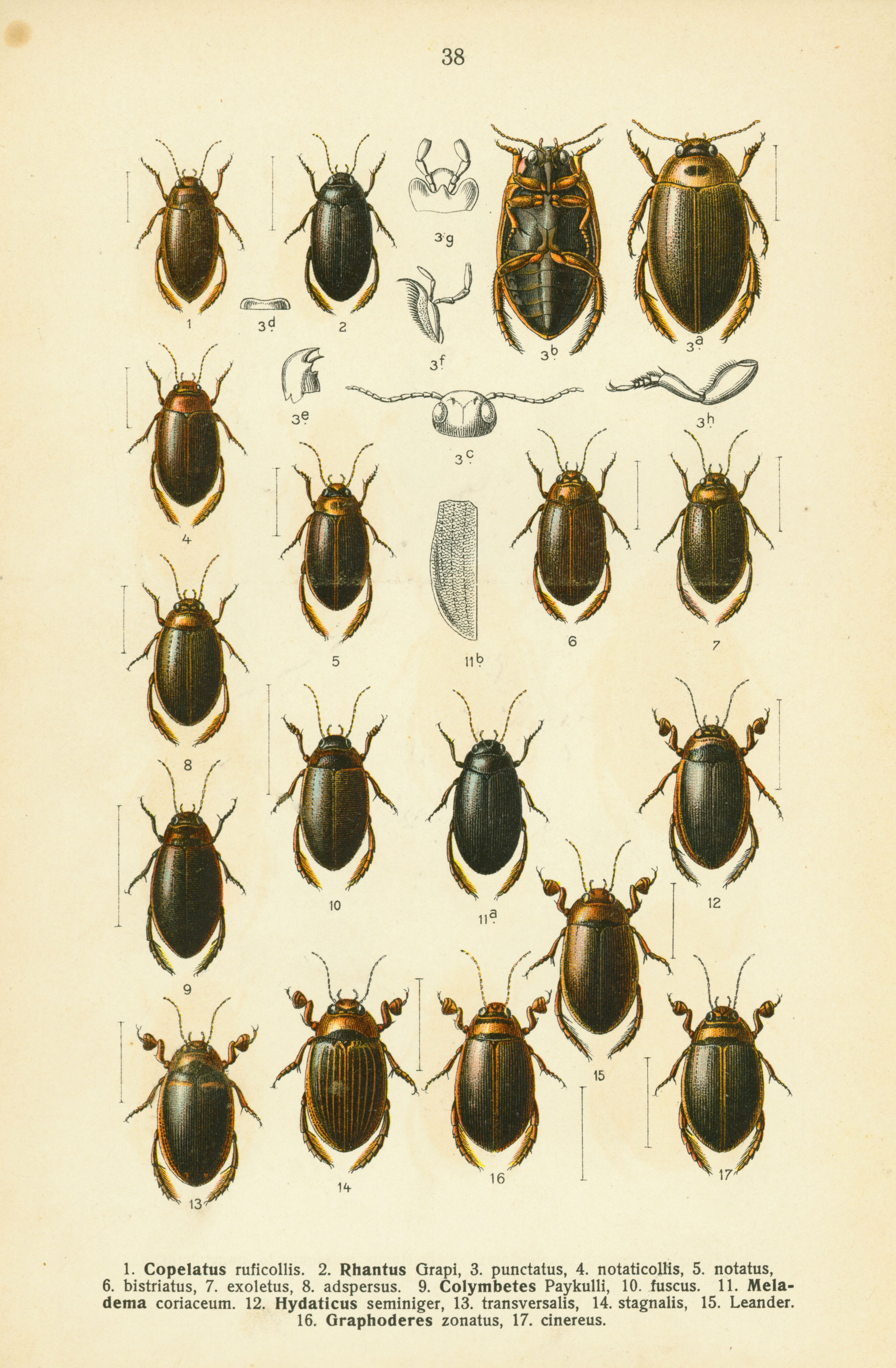